# Faculdade de Farmácia da Universidade Federal do Rio Grande do Sul
A Faculdade de Farmácia (FacFar) da Universidade Federal do Rio Grande do Sul (UFRGS) foi fundada em 29 de setembro de 1895, sendo a mais antiga das unidades de ensino universitário que compõem a UFRGS. Em uma reunião ocorrida em 25 de julho de 1898 na presença de Alfredo Leal (um dos fundadores e também primeiro diretor), o corpo docente do Curso de Partos e a Congregação da Escola de Farmácia acordam a sua união e fundam a Faculdade Livre de Medicina e Farmácia, retirando-se do nome a palavra Farmácia em 1911.
A FacFar oferece atualmente 120 vagas por ano ao curso de graduação em Farmácia (84 vagas - Vestibular; 36 vagas - SiSU), com a formação de farmacêutico em um caráter generalista. Possui uma ampla infraestrutura para as mais variadas atividades, nos campos de ensino, pesquisa, extensão e serviços externos. Além disso, possui Programas de Pós-Graduação em Ciências Farmacêuticas (Mestrado e Doutorado), Nanotecnologia Farmacêutica (Doutorado), Assistência Farmacêutica (Mestrado) e Especialização em Análises Clínicas.

## Histórico
A Escola Livre de Farmácia e Química Industrial teve sua origem a partir da União Farmacêutica de Porto Alegre, criada em 1894 como uma sociedade de farmacêuticos, proprietários de farmácias e droguistas. Segundo seus estatutos, um dos objetivos principais daquela agremiação era a criação de um curso de farmácia. Em setembro de 1895, foi concretizado esse objetivo com a fundação de uma escola de farmácia, instalada em fevereiro seguinte. O governo estadual, representado por Júlio de Castilhos, cedeu duas salas e os aparelhos dos gabinetes de Física e Química da Escola Normal, situada na rua Duque de Caxias, esquina de Marechal Floriano Peixoto. Seu primeiro presidente foi o farmacêutico Alfredo Leal, tendo como vice Arlindo Caminha, e secretário Francisco de Carvalho Freitas, todos membros da União Farmacêutica de Porto Alegre.
Depois de elaborados seus estatutos e com o auxílio financeiro do Conselho Municipal, a então Escola Livre de Farmácia e Química Industrial deu início às suas atividades em março de 1897, com 35 alunos inscritos. Em dezembro de 1899, diplomaram-se os 11 primeiros farmacêuticos.
De 1898 até 1952, a Farmácia esteve ligada à Faculdade de Medicina, situação que foi mudando ao longo dos anos. Já no ano de 1916, ela foi reconhecida como Escola Anexa à Faculdade de Medicina. Com a criação da Universidade de Porto Alegre pelo decreto estadual nº 5.758 de 28/11/1934, foi autorizada a integração da Faculdade de Medicina, com suas escolas de Odontologia e Farmácia, àquela Universidade pela lei nº 173 de 06/01/1936. Em 1936, a Universidade de Porto Alegre foi instalada, integrando-se a Faculdade de Medicina com suas escolas anexas de Farmácia e Odontologia, a Faculdade de Direito com sua escola de Comércio, a Escola de Engenharia, a Escola de Agronomia e Veterinária, o Instituto de Belas Artes e a Faculdade de Educação, Ciências e Letras (última a ser criada).
Devido à incorporação de unidades do interior do Estado como as Faculdade de Direito e Odontologia de Pelotas e a Faculdade de Farmácia de Santa Maria, a Universidade de Porto Alegre passou a se chamar Universidade do Rio Grande do Sul em 1949. No ano seguinte a URGS foi incorporada ao Sistema Federal de Ensino Superior, passando a ser mantida pelo governo federal. Mesmo depois de tornar-se autônoma em 1949, a Farmácia seguiu como Escola Anexa da Faculdade de Medicina até 1952, quando foi organizada como Unidade Técnico-Administrativa.
Assim, em 1952 ela volta a ser chamada de Escola de Farmácia, mais tarde sendo chamada de Faculdade de Farmácia de Porto Alegre, Faculdade de Farmácia e Bioquímica de Porto Alegre e, por fim, Faculdade de Farmácia da Universidade Federal do Rio Grande do Sul.
O espírito pioneiro da Instituição conduziu, em 1970, à implantação do Curso de Pós-Graduação em Farmácia, o primeiro Curso de Mestrado na área de medicamentos no Brasil. Além disso, em 1992 teve início o Curso de Doutorado e, no ano de 2000, foi instituído o Curso de Especialização em Análises Clínicas, em conjunto com o Hospital de Clínicas de Porto Alegre (HCPA). Desde a sua fundação, a interação da Faculdade de Farmácia com a sociedade é algo notável, já que estabelece parcerias com setores governamentais na área da saúde em esfera federal, estadual e municipal, além de atender a demandas específicas da população na área de análises laboratoriais e assistência farmacêutica.

### Ligações Externas
- Faculdade de Farmácia -UFRGS
- Programa de Pós-Graduação
- UFRGS - Universidade Federal do Rio Grande do Sul